# الجدول الزمني للعلاج النفسي
هذا المقال هو يوضع الجدول الزمني للعلاج النفسي، كما يوجد وصف أعم حول هذا الموضوع في تاريخ علم النفس، ولمقالات ذات الصلة انظر الجدول الزمني لعلم النفس والجدول الزمني للطب النفسي.

## العصور القديمة
- 1550 قبل الميلاد - دون المصريون القدماء معرفتهم بالطب النفسي والطب والجراحة في بردية إبيرس وبردية إدوين سميث، حيث ذكرت بردية إبيرس الخرف والاكتئاب، في حين أعطت بردية إدوين سميث تعليمات مفصلة لمختلف إجراءات جراحة الأعصاب، وقد اعترف بقوة السحر بأنها مكملة للطب.
- 500 قبل الميلاد - أسس غوتاما بودا (ومبيني، نيبال)الممارسات النفسي للبوذية على مبدأ أن أصل المعاناة النفسية هو الجهل، وأن أعراض الجهل هي التعلق والرغبة، ويمكن إنهاء التعلق والرغبة باتباع الطريق اللنبيل الثماني.
- 400 قبل الميلاد - درس أبقراط (كوس، اليونان) أن الاكتئاب (الاكتئاب) له سبب بيولوجي، وهو وجود فائض من الصفراء السوداء، أحد الأخلاط الأربعة، وكان العلاج اليوناني القديم لاضطرابات المزاج يتضمن تعديل الأخلاط وجعلها متوازنة.
- 300 قبل الميلاد - بدأ تكون Huangdi Neijing في الصين، وأكد هذا العمل الطبي العلاقة بين الأعضاء والعواطف، وشكل نظرية تشي (قوة الحياة)، والتوازن بين قوى اليين واليانغ البدائية.

## العصور الوسطى

### القرن العاشر
- 900 - قدم أبو زيد البلخي (بلخ، أفغانستان) مفاهيم الصحة العقلية أو «النظافة العقلية»، كما أدرك أيضا أن الأمراض يمكن أن يكون لها أسباب نفسية بجانب الفسيولوجية.
- 900 -أدرك الرازي (الرازي) مفهوم «العلاج النفسي»، وأشار إليه بالعربية «العلاج النفسي»

### القرن الحادي عشر
- 1025 - وصف ابن سينا (منطقة بخارى، أوزبكستان) في القانون في الطب عدد من الحالات مثل الهلوسة، والأرق، والهوس، والكوابيس، السوداوية، والخرف، والصرع، والشلل، والسكتة الدماغية، والدوار والرعاش.

### القرن الثاني عشر
- 1150 -الملقب بـ«ابن زهر» (إشبيلية، إسبانيا)، وهو طبيب عربي مسلم وجراح، وقدم ابن زهر أول وصف دقيق عن بعض الاضطرابات العصبية مثل التهاب السحايا، التهاب الوريد الخثاري داخل الجمجمة، وأورام الخلايا الجرثومية المنصفية
- 1150 - اقترح ابن رشد وجود مرض الشلل الرعاش.

### القرن الثالث عشر
- 1200 - كتب ابن ميمون عن الاضطرابات العصبية والنفسية، ووصف داء الكلب وتسمم البلادونا

### القرن الخامس عشر
- 1403 - استقبلت مستشفى Bethlem الملكية في لندن، (أنشأت كمستشفى عام 1330) أول المرضى المصابين بأمراض عقلية، بلغت الرعاية أكثر بقليل من ضبط النفس.

## القرن الثامن عشر

### عقد 1770
- 1770 - بدأ يوهان جوزيف غاسنر الممارسات العلاجية باستخدام اجراءات من العلاج بالتنويم المغناطيسي وطرد الأرواح الشريرة.
- 1774 - وصفت فرانز مسمر الخصائص العلاجية للمغناطيسية الحيوانية (التنويم المغناطيسي)، وبدأ الممارسة السريرية.

### عقد 1780
- 1785 - أسس ماركيز مركز لتدريب المتخصصين في التنويم المغناطيسي.

### عقد 1790
- 1793 - عمل فيليب بينيل مع تولى جان باتيست في مستشفى في فرنسا وبدأ الإفراج عن المرضى العقليين المسجونين بالسلاسل والأغلال الحديدية في أول تحرك من أجل المعاملة الإنسانية تجاه المرضى عقليا، وشملت «المعاملة الأخلاقية» إدارة إنسانية غير عنيفة، وخالية من المخدرات المستخدمة في السيطرة علي المرض العقلي.

## القرن التاسع عشر

### عقد 1800
- 1801 - نشر فيليب بينيل (فرنسا) النهج النفسي الأول لعلاج المجانين، ونرجم العمل للانكليزية في 1806، كأطروحه عن الجنون.

### عقد 1810
- 1813 - حدد القس فاريا الدور المركزي للاقتراح في«المغناطيسية الحيوانية» (التنويم المغناطيسي).

### عقد 1820
- 1826 - بدأ يوستينوس كيرنر علاج المرضى بمزيج من «المغناطيسية الحيوانية» (التنويم المغناطيسي) وطرد الأرواح الشريرة.

### عقد 1870
- 1870 - بدأ جان مارتن شاركو بحوث سريرية عن الهستيريا (اضطراب التحويل) في مستشفى في باريس.

### عقد 1880
- 1884 - أوضح جان مارتن شاركو المس الشيطاني كشكل من أشكال الهستيريا (اضطراب التحويل)، أن يعالج بالتنويم المغناطيسي.
- 1885 - بدأ بيير جانيت الممارسات والأبحاث العلاجية في لو هافر.
- 1886 - بدأ سيغموند فرويد الممارسة والأبحاث العلاجية في فيينا.

### عقد 1890
- 1892 - مؤسسة لجمعية علم النفس الأمريكية (APA)، برئاسة جرانفيل ستانلي هول.
- 1896 - تطوير العيادة النفسية الأولى في جامعة ولاية بنسلفانيا، بمناسبة ولادة علم النفس السريري.
- 1898 - بوريس سيديس تنشر «علم النفس الاقتراح: بحث في طبيعة لاشعور الإنسان والمجتمع».

## القرن العشرين

### عقد 1900
1900 - نشر سيغموند فرويد تفسير الأحلام، معلما بداية أفكار التحليل النفسي.
- 1906 - مجلة علم النفس غير طبيعي أسسها مورتون الأمير الذي كان بوريس سيديس محرر مشارك فيها ومساهم كبير.

### عقد 1910
- 1910 - افتتح بوريس سيديس معهد سيديس النفسي (مستشفى خاص) في مزارع مابلوود في بورتسموث، لعلاج المرضى العصبيين باستخدام أحدث الأساليب العلمية.
- 1911 - غادر ألفريد أدلر مجموعة التحليل النفسي الفرويدية لتشكيل مدرسته الخاصة «علم نفس الفرد»، متهما فرويد بالمغالاة في النشاط الجنسي واستمداد نظريته من طفولته.
- 1913 - افترق كارل يونغ عن وجهات النظر الفرويدية وطور نظرياته الخاصة، وأشار إلي عجز فرويد علن الاعتراف بالدين والروحانية، وعرفت مدرسته الجديدة باسم علم النفس التحليلي.
- 1913 - طبق يعقوب مورينو أساليب العلاج النفسي الجماعي في فيينا، وأصبحت أساليبه، التي أكدت علي العفوية والتفاعل، تعرف باسم الدراما النفسية وقياس العلاقات الاجتماعية.
- 1914 - نشر بوريس سيديس «أسس علم النفس الطبيعي وغير الطبيعي» حيث وفر الأساس العلمي لمجال علم النفس، وتفاصيل نظريته عن الوعي اللحظي.

### عقد 1920
- 1921 - أجرى يعقوب مورينو أول جلسة دراما نفسية علي مستوي عام في فيينا، وانتقل إلى نيويورك في عام 1925 .
- 1922 - نشر بوريس سيديس «العلل العصبية: الأسباب والعلاج» ===عقد 1930===
- 1933 - نشر ويلهلم رايش كتابه المؤثر «تحليل الأحرف» واعطي رأيه في أن الشخصية بأكملها، وليس فقط أعراض فردية، يمكن أن ينظر إليها وتعالج على أنها ظاهرة عصبية، كما عرض الكتاب نظريته في تدريع الجسم.
- 1936 - بدأت كارين هورني نقد نظرية التحليل النفسي لفرويد بنشر علم النفس المؤنث.
- 1936 - نشر شاول روزنويج مقاله عن بعض العوامل المشتركة الضمنية بطرق متنوعة من العلاج النفسي، والذي جادل فيها بأن العوامل المشتركة، بدلا من المكونات المخصصة، تسبب التغيير في العلاج النفسي.

### عقد 1940
- 1942 - نشر كارل روجرز «الإرشاد والعلاج النفسي»، واقترح أن احترام واتباع نهج غير حكمي أثناء العلاج هو الأساس لعلاج فعال لقضايا الصحة العقلية.
- 1943 - كتب ألبرت هوفمان تقريره الأول حول خصائص المواد المهلوسة التي صنعها لأول مرة في عام 1938، والتي كانت تستخدم كدواء علاجي علي مدار عقدي 1950 و 1960
- 1945- أسس اورفال هوبارت سلامة العلاج الجماعي.
- 1945 - تأسست مجلة علم النفس العيادي.
- 1949 - أوجز مؤتمر بولدر نموذج العالِم الممارس في علم النفس السريري، وبحث في درجة الماجستير مقابل الدكتوراه المستخدمة من قبل مقدمي الخدمات الطبية والباحثين، على التوالي.

### عقد 1950
1951 - نشر كارل روجرز عمله الرئيسي العلاج المتمركز حول العميل.
1951 - نشر «علاج الجشطالت: الإثارة والنمو في شخصية الإنسان»، والذي شارك في تأليفه فريتز بيرلز، بول غودمان، ورالف هيفرلاين.
- 1952 - تم نشر الدليل التشخيصي والإحصائي للاضطرابات العقلية (DSM) من قبل الجمعية الأمريكية للطب النفسي معلنة بداية التصنيف الحديث للأمراض النفسية.
- 1953 - أوضح بي اف سكينر العلاج السلوكي، وقدم الدعم لعلم النفس السلوكي عن طريق البحث في الأدب.
- 1953 - وضعت جمعية علم النفس الأمريكية مدونة قواعد الأخلاق لعلماء النفس.
- 1954 - ساعد ابراهام ماسلو في علم النفس الإنساني، ولاحقا طور هرمه الشهير من سلم الاحتياجات.
- 1955 - بدأ ألبرت إليس تعليم أساليب العلاج السلوك الانفعالي أول شكل من أشكال العلاج المعرفي.
- 1959 - نشرت فيكتور فرانكل الطبعة الإنجليزية الأولى من «بحث الإنسان عن المعنى» [بمقدمة كتبها جوردون ألبورت]، والذي أضاف الاعتبار الوجودي لخبرته في محرقة الهولوكوست ونظرة عامة على نظامه التحليل الوجودي سمي العلاج بالرمز (Logotherapy).

### عقد 1960
- 1960 - افتتح توماس سزسز الحركة المناهضة للطب النفسي مع نشر كتابه «أسطورة المرض عقلي».
- 1960 - نشرت رونالد لينق «الذات المنقسمة» والذي رأي المرض العقلي كتعبير أو اتصال للفرد وذلك يمثل وصفا صالحا من التجربة المعاشة أو الواقع بدلا من أن تكون أعراض اضطراب لبعض الأسباب المنفصل أوالكامنة.
- 1962 - تأسس معهد ايسالين في بيغ سور كاليفورنيا، ومثل بؤرة لتطوير العديد من فروع علم النفس الإنساني.
- 1965 - نشر وليام جلاسر العلاج بالواقع، واصفا نموذجه العلاجي ومقدما لمفهومه عن نظرية التحكم [سميت لاحقا إلى نظرية الاختيار].
- 1967 - نشر هارون بيك نموذج نفسي عن الاكتئاب، وأشار إلى أن الأفكار تلعب دورا هاما في تطوير وبقاء الاكتئاب.
- 1968 - نشرت النسخة الثانية من الدليل التشخيصي، والذي نشرته الجمعية الأمريكية للطب النفسي.
- 1969 - أسست مدرسة كاليفورنيا لعلم النفس المهني كمدرسة قائمة بذاتها لعلم النفس المهني.
- 1969 - نشر جوزيف وولب «ممارسة العلاج السلوكي».

### عقد 1970
- 1970 - نشر آرثر جانوف كتابه «الصرخة البدائية»، والذي حدد نظريته في العلاج البدائي القائم على الصدمة.
- 1971 - وثق فلاديمير بوسكوفسكي طب السجن النفسي للسجناء السياسيين في الاتحاد السوفياتي.

### عقد 1980
- 1980 - تم نشر النسخة الثالثة من الدليل التشخيصي DSM III من قبل الجمعية الأمريكية للطب النفسي.
- 1987 - تم نشر مراجعة النسخة الثالثة من الدليل DSM III- R من قبل الجمعية الأمريكية للطب النفسي.

### عقد 1990
- 1990 - نشر مايكل وايت وديفيد بيستون وسائل روائية لنهايات علاجية، أول نص كبير فيما أصبح لاحقا يعرف باسم «العلاج بالرواية».
- 1991 - مرر مجلس جمعية التحليل النفسي الأمريكية قرار يعارض "التمييز العام أو الخاص ضد المثليين جنسيا، وأوقف على الرغم من الموافقة على فتح معاهد التدريب لهؤلاء الأفراد.
- 1992 - مددت جمعية التحليل النفسي الأمريكية أحكام قرارها 1991 (انظر أعلاه) لتدريب المرشحين في المعاهد التابعة لها.
- 1994 - نشرت الإصدار الرابع من الدليل التشخيصي DSM IV من قبل الجمعية الأمريكية للطب النفسي.
- 1997 - أصبحت جمعية التحليل النفسي الأمريكية أول منظمة صحة عقلية وطنية تدعم الزواج من نفس الجنس.

## القرن الواحد والعشرين

### عقد 2000
- 2000 - نشرت نسخة الدليل التشخيصي DSM -IV -TR، في مايو 2000 من أجل تصحيح العديد من الأخطاء في الإصدار الرابع DSM -IV، وتحديث وتغيير رموز التشخيص لتعكس نظام ترميز التصنيف الدولي للأمراض.
- 2006 - وجد مايكل كراوفورد وزملاؤه أن العلاج بالموسيقى ساعدت في نتائج مرضى الفصام.

### عقد 2010
- 2013 - أطلقت الطبعة الخامسة من الدليل التشخيصي والإحصائي للاضطرابات العقلية (DSM- 5) في الاجتماع السنوي للجمعية الأمريكية للطب النفسي مايو 2013، بمناسبة نهاية الرحلة أكثر من عشر سنوات في إعادة النظر في معايير تشخيص وتصنيف الاضطرابات النفسية.

2014 - تم تحديد العلامات الوراثية المرتبطة بتطور اضطراب الوسواس القهري.